# Frank London

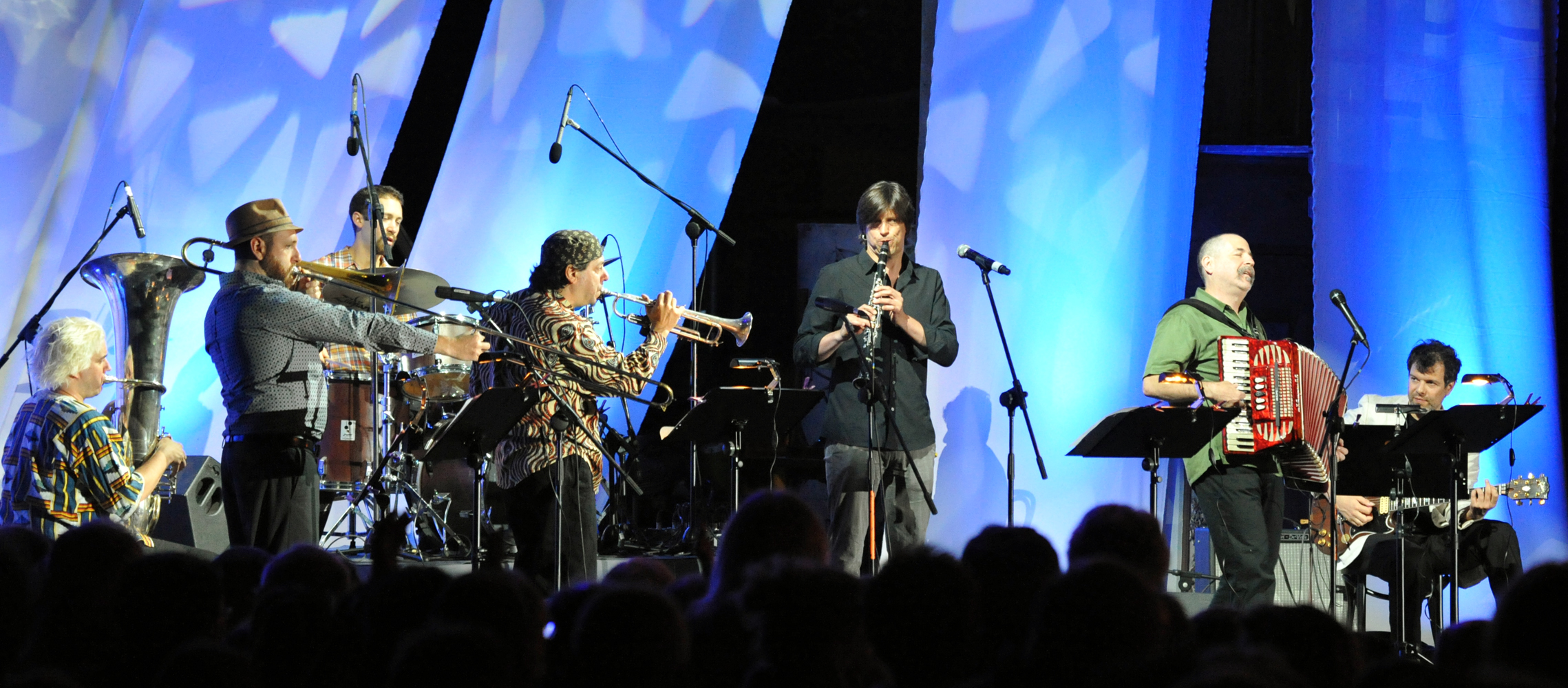
Zespół Klezmer Brass Allstars pod kierunkiem Franka Londona w Warszawie w czasie Festiwalu Singera 2011

Frank London (ur. 1958 w Nowym Jorku) – amerykański trębacz i kompozytor, jeden z najważniejszych muzyków amerykańskiej muzyki klezmerskiej. Prócz trąbki gra też na innych instrumentach dętych. Wraz z zespołem The Klezmatics zdobył nagrodę Grammy w kategorii Contemporary World Music za album Wonder Wheel (lyrics by Woody Guthrie).

## Projekty muzyczne
Frank London jest najbardziej znany jako członek zespołu The Klezmatics, w którym gra na trąbce. Oprócz tego jest członkiem zespołu Hasidic New Wave, liderem i założycielem Frank London's Klezmer Brass Allstars oraz współzałożycielem Les Miserables Brass Band i Klezmer Conservatory Band.
London jest również często zapraszany do współpracy przez rozmaitych artystów, nie tylko z kręgu muzyki klezmerskiej. Dotychczas występował między innymi z takimi wykonawcami i zespołami, jak John Zorn, John Cale, Itzhak Perlman, Allen Ginsberg, LL Cool J, Mel Tormé, David Murray, Lester Bowie's Brass Fantasy, La Monte Young, Natalie Merchant, They Might Be Giants, Jane Siberry, Ben Folds Five, Marc Ribot, Reggie Workman, Chawa Alberstein, Anne LeBaron, Jon Spencer Blues Explosion, Luna, Maurice El Medioni, Gal Costa, Ljova (Lev Zhurbin), Aaron Alexander's Midrash Mish Mosh, Avraham Fried, Simon Shaheen czy Iggy Pop.
Frank London był również dyrygentem w operze Davida Byrne’a i Roberta Wilsona The Knee Plays.

## Nagrania
Frank London pojawia się na ponad 300 albumach. Poniżej wymienione są jedynie jego własne nagrania.
Frank London:
- Invocations
- Hazonos
- Scientist at Work

Frank London i Lorin Sklamberg:
- Nigunim
- The Zmiros Project
- tsuker-zis

Frank London's Klezmer Brass Allstars:
- Di Shikere Kapelye
- Brotherhood of Brass
- Carnival Conspiracy

The Shekhina Big Band:
- The Shekhina Big Band

Muzyka filmowa i teatralna:
- The Debt

Soundtracki:
- The Shvitz
- Divan

Hasidic New Wave:
- Jews & The Abstract Truth
- Psycho-Semitic
- Kabalogy
- Live In Krakow
- From The Belly of Abraham